# Duarte Freitas
Duarte Freitas (ur. 10 sierpnia 1966 w São Roque do Pico) – portugalski samorządowiec związany z Azorami, deputowany do regionalnego parlamentu Azorów, poseł do Parlamentu Europejskiego VI kadencji.

## Życiorys
W 1990 uzyskał magisterium z ekonomii i zarządzania na Uniwersytecie Azorów, po czym pracował jako nauczyciel w szkole średniej (do 1992) oraz w administracji publicznej (1992–1993). Od 1990 do 1996 stał na czele stowarzyszenia rolników z Pico. Pełnił obowiązki wiceprzewodniczącego zarządu miasta w São Roque do Pico oraz stowarzyszenia zrzeszającego miasta wysp Pico, Faial i São Jorge (1994–1996). Kierował również lokalnym stowarzyszeniem kulturalnym w São Roque do Pico (1999–2002).
W 1996 po raz pierwszy wybrano go deputowanym regionalnego parlamentu Azorów. Był wiceprzewodniczącym grupy parlamentarnej PSD (2000–2004). W 1999 zasiadł w zarządzie PSD na Azorach.
Od 2004 do 2009 pełnił mandat posła do Parlamentu Europejskiego. Powrócił później do regionalnego parlamentu. W 2012 został nowym przewodniczącym azorskiej PSD; kierował nią do 2018. W 2020 dołączył do rządu regionalnego Azorów.